# ماشین گرل (گروه موسیقی)
ماشین گرل (به انگلیسی: Machine Girl) نام یک پروژهٔ موسیقی الکترونیک آمریکایی می‌باشد که در سال ۲۰۱۲ توسط مت استفنسون (که همچنین با نام دی‌جی کیاتیک آگلی شناخته می‌شود) در لانگ آیلند، نیویورک ایجاد شد. این پروژه در سال ۲۰۱۵ تبدیل به یک گروه موسیقی دونفره شد، استفنسون نوازنده سازهای کوبه‌ای شان کلی را برای نواختن درامز در اجراهای زنده اسختدام کرد.